# Ашаги Абдуррахманли
Ашаги Абдуррахманли (дослівно — Нижній Абдуррахманли) — село в Фюзулінському районі Азербайджану. Довгий час перебувало під окупацією Вірменії та невизнаної Республіки Арцах. 27 вересня 2020 року внаслідок зіткнень було визволено збройними силами Азербайджану.
Також внаслідок цієї операції було звільнено і Юхари Абдуррахманли (Верхній Абдуррахманли).